# Horváth József (piarista pap)
Horváth József (Győr, 1774. március 12. (keresztelés) – Szentgyörgy, 1841. augusztus 29.) bölcseleti doktor, piarista áldozópap és tanár.

## Életútja
1790. november 7-én lépett a rendbe és 1798. július 31-én fölszentelték. Tanított Kalocsán (1792-93), Nagykárolyban (1794-95), ismét Kalocsán (1796), Nyitrán (1797-1798), Pesten (1799-1801), Vácon (1802). Innét Bécsbe ment és Károlyi József gróf nevelője volt 1802. október 1-től 1804. november 10-ig. Ekkor növendéke elhalálozván, Vácra költözött és ott tanított, 1806-tól 1808-ig pedig Kolozsvárt a humaniórák I. osztályának tanára volt. 1809-14-ben ugyanott a természettant tanította. 1815-ben Besztercére ment rektornak és gimnáziumi igazgatónak; 1824-29-ben Máramarosszigeten szolgált ugyanezen minőségben; 1830-32-ben Szentgyörgyön rektor és igazgató; 1833-35-ben ugyanott spirituális; 1836-41-ben ugyanaz és vicerektor.

## Munkái
- Rev. ac doct. dd. Antonio Majláth de Székhely, abbati scti Benedicti de Borchi, cath. eccles. Jaurinensis canonico offert... 1799
- Elegia Josephi Horváth... Pestino Vacium abeuntis, ad amicos. Pestini
- Elegia cineribus Stephani Pállya e cc. rr. schol. piarum per Hungariam et Transylvaniam praepositi provincialis VIII. Idus Aprilis fato cedentis sacrata 1802. Pestini (ism. Annalen der Liter. u. Kunst 1804. 117. sz.)

### Kézirati munkája
Memoire de ce qui s'est passé relativement aux jeunes comtes Károlyi pendant que j'etois leur gouverneur depuis le 1. Octobre 1802 jusqu'au 10 Nov. 1804. (8-rét 277 lap) és a Károlyi család története latinul és franciául a budapesti rendház könyvtárában.